# 2610 Tuva
2610 Tuva (1978 RO1) là một tiểu hành tinh vành đai chính được phát hiện ngày 5 tháng 9 năm 1978 bởi N. Chernykh ở Nauchnyj.